# Подлипье (Новгородская область)
Подлипье — деревня в Пестовском муниципальном районе Новгородской области. Входит в состав Богословского сельского поселения. 

## География
Деревня находится в восточной части Новгородской области, в подзоне южной тайги, в 1,5 км к северу от деревни Климовщина (Новгородская область).
Площадь территории деревни — 21,7 га.
Подлипье находится на высоте 138 м над уровнем моря.

### Климат
Климат района характеризуется как умеренно континентальный, влажный, с нежарким коротким летом и умеренно холодной зимой. Среднегодовая многолетняя температура воздуха составляет 3,7 °С. Средняя многолетняя температура самого холодного месяца (января) составляет −8,7 — −7,9 °С; самого тёплого месяца (июля) — 16,9 — 17,8 °C. Безморозный период длится 125—130 дней. Продолжительность периода активной вегетации растений (со среднесуточной температурой воздуха выше 10 °C) составляет 115—130 дней. Среднегодовое количество атмосферных осадков — 550—600 мм, из которых большая часть выпадает в тёплый период. Снежный покров держится в течение 140 дней.

## История
В списке населённых мест Устюженского уезда Новгородской губернии за 1909 год деревня Подлипье I указана как относящаяся к Кирво-Климовской Кирво-Климовской волости (2-го стана, 2-го земельного участка). Население деревни Подлипье I, что была тогда на земле Климовского сельского общества — 191 житель: мужчин — 102, женщин — 89, число жилых строений — 58; тогда в деревне был хлебозапасный магазин. Затем с 10 июня 1918 года до 31 июля 1927 года в составе Устюженского уезда Череповецкой губернии, затем в составе Климовского сельсовета Пестовского района Череповецкого округа Ленинградской области. Население деревни Подлипье-1е в 1928 году — 216 человек. По постановлению ЦИК и СНК СССР от 23 июля 1930 года Череповецкий округ был упразднён, а район перешёл в прямое подчинение Леноблисполкому. По Указу Президиума Верховного Совета СССР от 5 июля 1944 года Пестовский район был передан из Ленинградской области во вновь образованную Новгородскую область. Решением Новгородского облисполкома № 1200 от 28 декабря 1960 года Климовский сельсовет был упразднён, а Подлипье вошло в состав Богословского сельсовета с центром деревне Богослово.
С принятием Российского закона от 6 июля 1991 года «О местном самоуправлении в РСФСР» и Указом Президента РФ № 1617 от 9 октября 1993 года «О реформе представительных органов власти и органов местного самоуправления в Российской Федерации» деятельность Богословского сельского Совета была досрочно прекращена. Позднее была образована образована Администрация Богословского сельсовета (Богословская сельская администрация). По результатам муниципальной реформы, с 2005 года деревня входит в состав муниципального образования — Богословское сельское поселение Пестовского муниципального района (местное самоуправление), по административно-территориальному устройству подчинена администрации Богословского сельского поселения Пестовского района.  

## Население
| 2009 | 2010 |
| ---- | ---- |
| 13   | ↘10  |

### Национальный и гендерный состав
Согласно результатам переписи 2002 года, в национальной структуре населения
русские составляли 100 % из 27 чел.
По всероссийской переписи населения 2010 года население деревни — 10 человек (5 мужчин и 5 женщин).

## Инфраструктура
Личное подсобное хозяйство с зоной сельскохозяйственного использования, индивидуальная застройка усадебного типа.

## Транспорт
Просёлочная дорога. 